# Itchō Hanabusa
Itchō Hanabusa (jap. 英 一蝶 Hanabusa Itchō), także Shinkō Taga, Chōkō Taga (jap. 多賀朝湖 Taga Chōkō), Nobuka Hanabusa (ur. 1652, zm. 1724) – japoński malarz. Posługiwał się również licznymi pseudonimami artystycznymi (gō), m.in.: Sasui-ō (蓑翠翁), Kyūsōdō (旧草堂), Ippō-kanjin (一蜂閑人), Waō (和央), Rin-shōan (隣松庵), Rin-tōan (隣濤庵), Gyōun (暁雲), Kansetsu (澗雪), Kan’un, Sesshō (雪蕉), Undō (雲堂), Hokusōō (北窓翁), Shinkō Kanō, Kyō-undō (狂雲堂).
Pochodził z Kioto. Jego ojcem był lekarz, Hakuan Taga. Jako dziecko przeprowadził się wraz z rodzicami do Edo, gdzie podjął studia u mistrza szkoły Kanō, Yasunobu Kanō. Szybko jednak zniechęcił go akademizm i sztywne zasady tej szkoły i zerwał z nią, poszukując własnej, indywidualnej ścieżki artystycznej. Zainteresował się twórczością malarzy ukiyo-e oraz poezją haiku. Studiował u Bashō Matsuo i osiągnął biegłość w sztuce kaligrafii. Prowadził działalność jako niezależny artysta w dzielnicy rozpusty w Edo, Yoshiwarze. Z czasem popadł w konflikt z władzami i w 1698 roku został aresztowany, a następnie zesłany na wyspę Miyake-jima. Amnestii udzielono mu dopiero w 1709 roku. Po powrocie z zesłania przybrał imię Itchō Hanabusa, którym odtąd się posługiwał.
W swojej twórczości czerpał z dorobku szkoły ukiyo-e, pod wieloma względami pozostał jednak niezależnym twórcą. Nie portretował w ogóle kurtyzan, stanowiących jeden z głównych tematów ukiyo-e, malując tematy zaczerpnięte z klasycznych dzieł literatury i ich parodie, życie codzienne ludzi, przedstawienia ptaków i kwiatów.

## Galeria

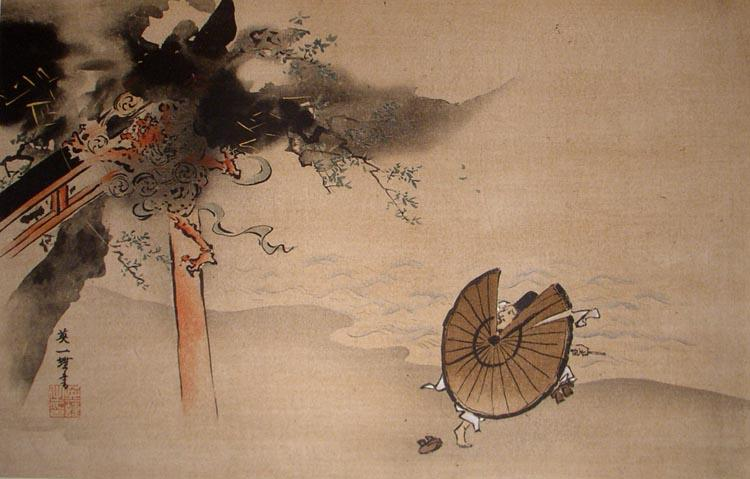
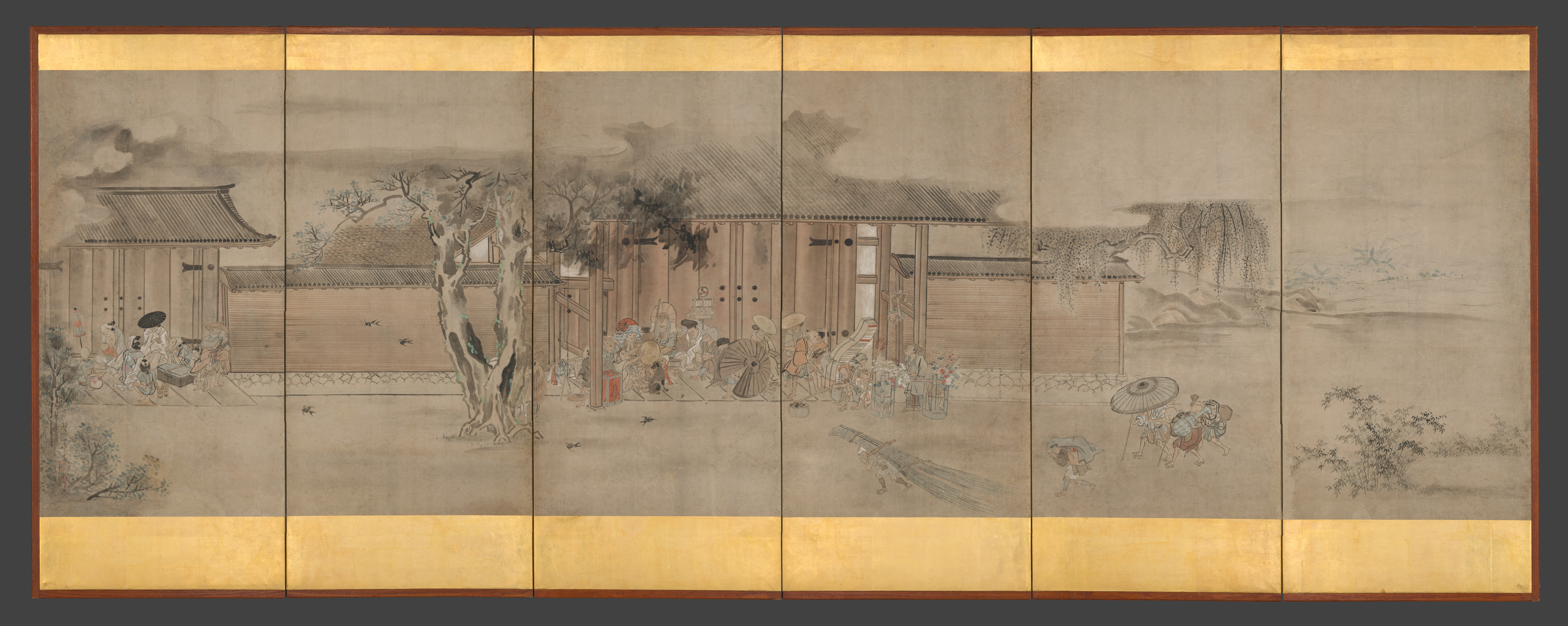
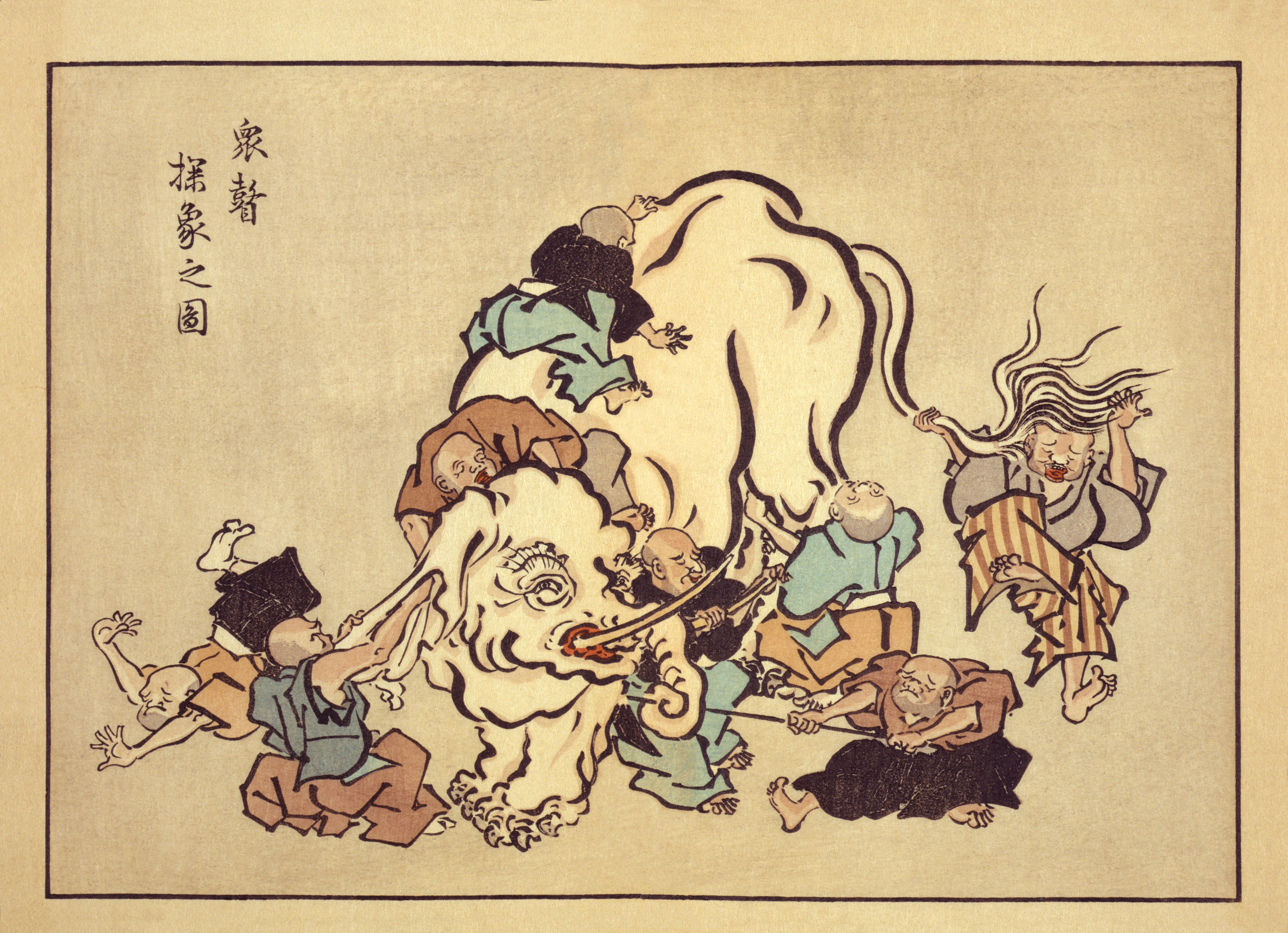
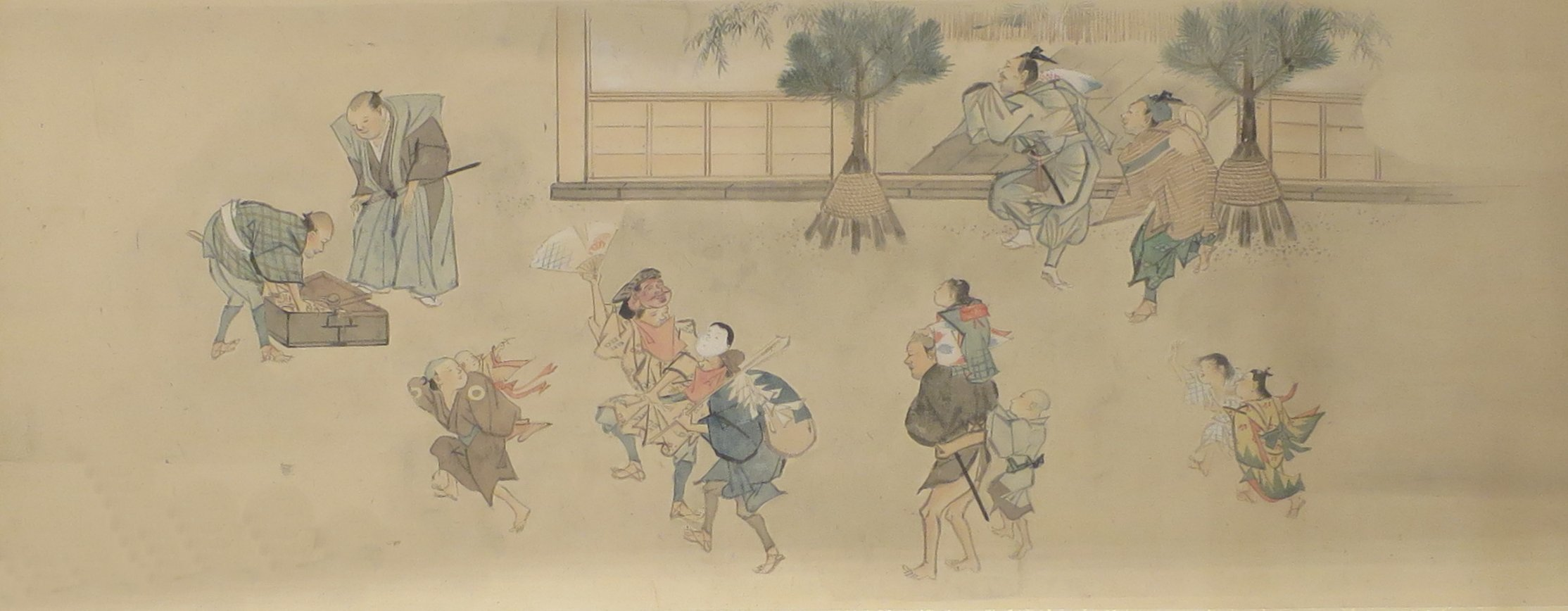